# Dedalo (Film)
Dedalo, internationaler Titel auch Labyrinth, ist ein italienischer animierter Kurzfilm von Manfredo Manfredi aus dem Jahr 1975.

## Handlung
Ein Mann und eine Frau sitzen ruhig in einem Raum. Plötzlich weht der Wind das Fenster des Raumes auf. Der Mann stellt sich vor, was passieren würde, wenn er die Frau tötet. Dabei verschwimmen die Grenzen zwischen Realität und Fiktion, zwischen der Darstellung der Gedanken des Mannes und einer scheinbaren Rekonstruktion tatsächlicher Ereignisse.

## Produktion
Manfredo Manfredi realisierte Dedalo ohne Cels, sondern ausschließlich als handgezeichneten Film. Dafür schuf er über 10.000 Zeichnungen. Die Fertigstellung des Films dauerte über ein Jahr.
Kritiker schrieben, dass im Film die Fantasie die Hauptperson sei. Manfredi gehe über den dokumentarischen Aspekt einer Handlung hinaus und bringe Tiefe, Surrealismus und aufregende Dynamik in die Handlung.

## Auszeichnungen
Dedalo wurde 1977 für einen Oscar in der Kategorie „Bester animierter Kurzfilm“ nominiert, konnte sich jedoch nicht gegen Leisure durchsetzen. Er erhielt den OIAF Award des Ottawa International Animation Festivals in der Kategorie Kurzfilm über drei Minuten.